# Salvelinus fontinalis
Cá hồi suối (Danh pháp khoa học: Salvelinus fontinalis) là một loài cá hồi trong chi Salvelinus thuộc họ có hồi Salmonidae. Nó có nguồn gốc từ Đông Bắc Mỹ tại Hoa Kỳ và Canada, nhưng cũng đã được du nhập nhân tạo ở những nơi khác ở Bắc Mỹ và châu lục khác. Trong các phần của phạm vi của nó, nó cũng được biết đến với tên gọi như là cá hồi suối phía Đông, cá hồi lốm đốm, hoặc cá hồi bùn. Các cá hồi suối là linh vật của chín tiểu bang: Michigan, New Hampshire, New Jersey, New York, North Carolina, Pennsylvania, Vermont, Virginia, West Virginia của Mỹ, và tỉnh Nova Scotia ở Canada.

## Đặc điểm
Các cá hồi suối có màu xanh đậm đến màu nâu, với một mô hình cẩm thạch đặc biệt (gọi là vermiculation) của sắc thái nhẹ và thường xuyên kéo tới đuôi. Bụng và thấp hơn vây đỏ trong màu sắc, sau này với mép trắng. Thông thường, ở bụng của chúng, đặc biệt là của con đực, trở nên rất đỏ hoặc màu cam khi cá bắt đầu đẻ trứng.
Độ dài đặc trưng của cá hồi suối khác nhau khoảng từ 25–65 cm (9,8-25,6 trong), và trọng lượng 0,3–3 kg (0,66-6,61 lb). Chiều dài tối đa ghi nhận được là 86 cm (34 in) và tối đa trọng lượng 6,6 kg (15 lb). Tốc độ tăng trưởng phụ thuộc vào mùa, tuổi tác, nước và nhiệt độ không khí xung quanh, và tốc độ dòng chảy. Nhìn chung, tốc độ dòng chảy ảnh hưởng đến tốc độ thay đổi trong mối quan hệ giữa nhiệt độ và tốc độ tăng trưởng. 

## Câu cá

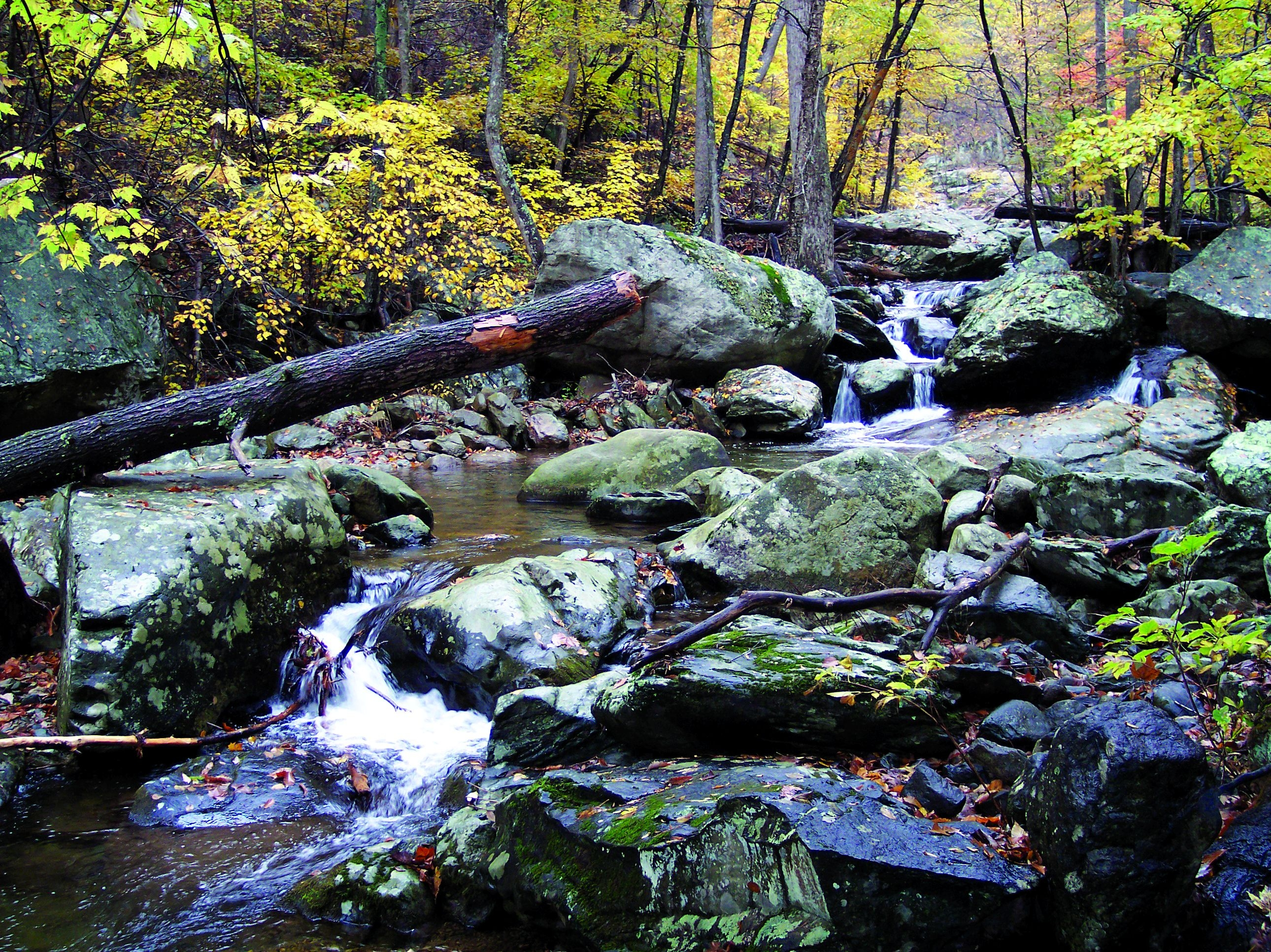
Một địa điểm để câu cá hồi suối

Các cá hồi suối là một loại cá câu thể thao phổ biến với người câu cá, đặc biệt là bay ngư dân. Cho đến khi nó được thay thế bằng cá hồi nâu du nhập (1883) và cá hồi vân (1875), cá hồi suối thu hút sự chú ý nhất của các cần thủ từ thời thuộc địa qua 100 năm đầu tiên của lịch sử Hoa Kỳ. Do dân số cá hồi suối giảm vào giữa thế kỷ 19 gần khu đô thị, các cần thủ đổ xô đến các Adirondacks ở ngoại ô New York và khu vực hồ rangeley ở Maine để theo đuổi suối cá hồi.
Ngày nay, nhiều người câu cá thực hành chiến thuật bắt-và-thả để bảo tồn các quần thể còn sót lại, và các tổ chức dân sự như Trout Unlimited đã đi đầu trong các nỗ lực để lập nên các tiêu chuẩn đối với không khí và chất lượng nước đủ để bảo vệ cá hồi suối tại nơi sinh sống. Doanh thu có được từ việc bán giấy phép đánh cá đã được sử dụng để khôi phục lại nhiều phần của các con lạch suối góp phần để khôi phục lại môi trường sống cá hồi suối.